# 量 (佛教)
量，古印度知識論術語，意指正確的認知，或正確的知識來源。在印度教與佛教中都有使用，用於哲學辯論場合；佛教中為因明學的一部份；印度教中有《量經》（Pramāṇa Sūtra）。

## 概論
在佛教的因明學當中，陳那論師和法稱論師定義「量」為「不妄的新知」，粗略地說即是「知識的來源」。狹義而言，「量」指的是「認識事物之標準、根據」；廣義言之，則指「認識作用之形式、過程、結果，及判斷知識真偽之標準」等。不正確的認知，則稱為「非量」。
對於量的分類，有多種說法。《因明正理門論》認為僅有現量與比量才能稱為「量」。有人則加入聖言量，成為三量。即下列三種：
1. 「現量」（pratyaksa）：以眼耳鼻舌身等五種感官所獲得的「現量」。
2. 「比量 」（anumana）：以邏輯推理所獲得的「比量」。
3. 「聖言量」（sabda）：以教典或聖者所言的「聖言量」，又作正教量、至教量、聲量、聖教量。